# Pop sperimentale
Il pop sperimentale è uno stile musicale che tenta di superare le consuetudini del genere pop o di inserire componenti di musica pop in altre espressioni sonore.
Nato in un periodo compreso fra gli anni cinquanta e sessanta, il pop sperimentale si caratterizza per l'uso frequente dell'elettronica e incorpora tecniche sperimentali quali la musica concreta e quella aleatoria. Fra gli artisti dello stile si contano Brian Eno, Laurie Anderson, Björk, Stereolab, Scott Walker, Panda Bear, Animal Collective, Ariel Pink, Julia Holter, John Maus, Micachu, A.R. Kane, Grimes, JG Thirlwell, e Kate NV.

## Storia

### Anni cinquanta – anni sessanta

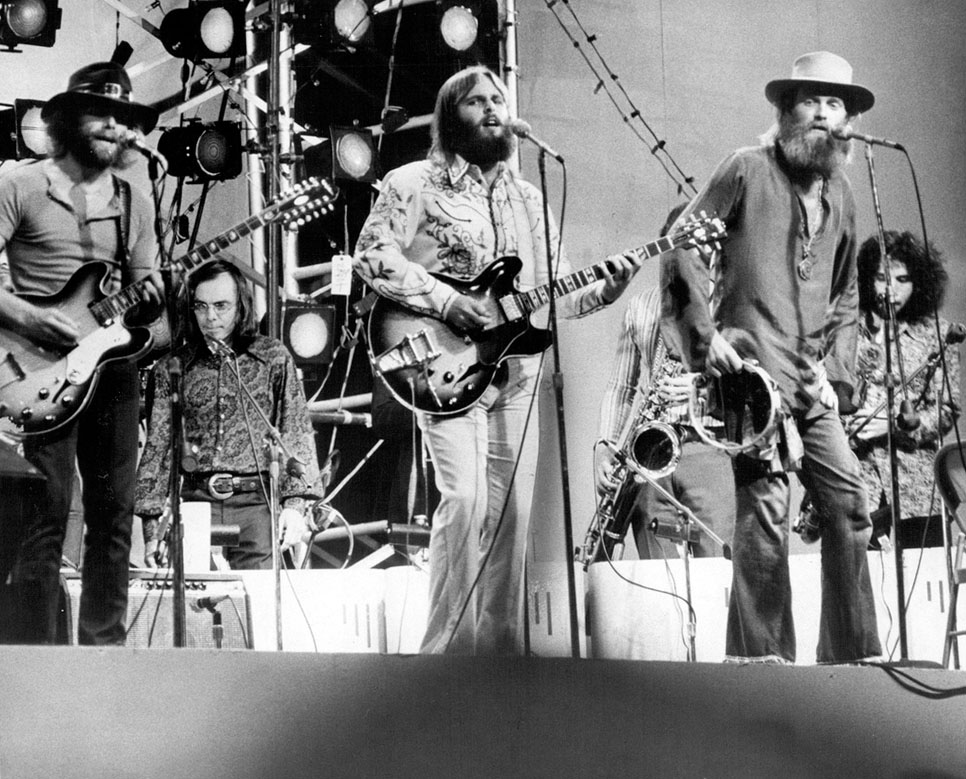
The Beach Boys (1971)

Secondo l'autore Bill Martin, il pop sperimentale nacque in contemporanea al jazz sperimentale, emergendo come un "nuovo tipo di avanguardia" dalle circostanze storiche e materiali dell'epoca. Nella musica pop e rock dei primi anni sessanta era comune per i produttori, cantautori e ingegneri del suono sperimentare liberamente con la forma musicale, le orchestrazioni, i riverberi e altre effetti sonori. Alcuni fra i più noti sperimentatori di queste tecniche sonore furono Phil Spector, inventore del "muro del suono", e Joe Meek, che utilizzò effetti sonori elettronici per gruppi quali i Tornados. Secondo Mark Brend, l'EP I Hear a New World (1960) di Meek anticipa il pop sperimentale di molti anni, mentre Leigh Landy considera Frank Zappa uno dei primi artisti dello stile.
David Grubbs affermò che molti giovani musicisti "uscirono dall'ombra di Cage per prendere un estremo differente, abbracciando la pratica di fare registrazioni in studio di lavori nelle frange della musica popolare." Grubbs sostiene anche che fra i maggiori artisti d'avanguardia che formarono gruppi rock negli anni sessanta vi furono John Cale e Joseph Byrd, che si cimentarono nel pop sperimentale. Tuttavia, sempre secondo l'artista statunitense, esisterebbe un "golfo" tra i compositori sperimentali e i musicisti pop "là fuori" e questo grazie anche alle possibilità degli studi di registrazione. Robert Ashley affermò nel 1966:
Lo storico Lorenzo Candalaria definì i Beach Boys uno dei gruppi più innovativi e sperimentali degli anni sessanta. Il loro leader Brian Wilson scrisse e produsse canzoni per il gruppo che spaziavano da brani di successo a cupi brani di pop sperimentale. Il loro singolo Good Vibrations del 1966, svettò le classifiche internazionali "ispirando un'ondata di sperimentazione pop". Venne seguito da Smiley Smile (1967), album definito "una creatura mai terminata della psichedelia più pretenziosa e pesante di quella epoca e che proprio per questo scorre così bene con il pop più sperimentale di oggi."
Secondo alcune testimonianze, Syd Barret esemplifico il pop sperimentale e incise alcuni album considerati pietre miliari del genere. I Pink Floyd, gruppo con cui Barrett suonò agli inizi della loro carriera, trovarono i primi successi all'UFO Club di Londra, un importante luogo di incontro per gli artisti di pop sperimentale dell'epoca. A partire dalla fine degli anni sessanta, questo stile e più in generale la musica che ampliava i confini del tipico concetto di canzone popolare, vennero accolti positivamente dal pubblico giovanile e, secondo Gerald Lyn Early, ciò accadde grazie a gruppi quali i Cream, i Traffic, i Blood, Sweat & Tears, e i Beatles. Il batterista John Densmore sostenne che i Doors fossero all'avanguardia nel contesto del pop sperimentale; dichiarò anche che, insieme a Their Satanic Majesties Request dei Rolling Stones, l'album Sgt. Pepper dei Beatles avrebbe aperto uno spazio per il pop sperimentale che sarebbe stato poi riempito da Jimi Hendrix, i Jethro Tull e gli Who di Tommy (1969). Prima che venisse pubblicato Sgt. Pepper, i Sagittarius, gruppo considerato fra gli esponenti del pop sperimentale, avevano iniziato a lavorare al loro primo album Present Tense (1968).

### Anni settanta – anni ottanta

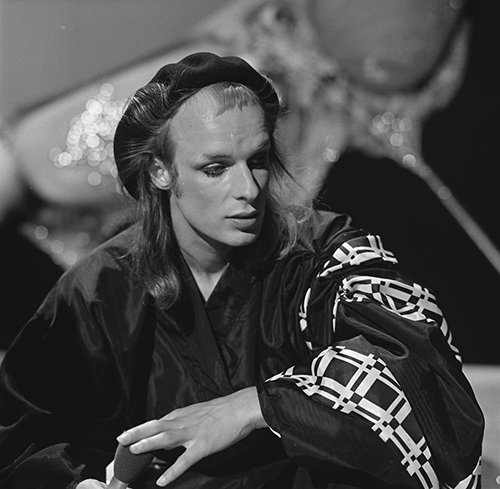
Brian Eno (1974)

Pascal Bussy sostenne che gruppi musicali krautrock degli anni settanta fra cui i Can e i Kraftwerk gettarono un ponte fra musica pop e sperimentazione. Secondo il New York Times, i Kraftwerk raffinarono una "sensibilità di pop sperimentale" in pubblicazioni quali Radio-Activity (1976) e Trans Europa Express (1977). Lo scrittore Owen Hatherley colloca una "tradizione di pop letteralmente sperimentale" fra gli anni settanta e ottanta nel Regno Unito citando gruppi musicali quali i Roxy Music, gli Smiths, gli Associates, e i Pet Shop Boys.
L'ex Roxy Music Brian Eno, attivo come solista dagli anni settanta, è citato fra gli "archetipici artisti pop che applicarono gli sviluppi dal settore sperimentale creando il loro settore sperimentale pop." Eno iniziò a realizzare vari album che sviluppano in contemporanea i suoi stili ambient, pop ed elettronici. Secondo le parole del cantante Scott Miller, gli artisti come Eno erano gli artisti pop sperimentali "di maggior successo" dell'epoca. Il sito Nooga definisce Before and After Science (1977) di Brian Eno "un album di lucidità pop sperimentale (…), il culmine del suono a cui Eno stava lavorando a partire da Here Come the Warm Jets del 1973." In the Air Tonight (1981) di Phil Collins fu definito "l'avanguardia della sperimentazione pop" dalla rivista Quietus. Il sopracitato Landy notò la tendenza di alcuni artisti di pop sperimentale nel comporre tracce utilizzando fonti sonore preesistenti come fecero Brian Eno e David Byrne nel loro album My Life in the Bush of Ghosts del 1981.
Il New York Times definisce Laurie Anderson una pioniera del pop sperimentale e considera la sua O Superman (1981) "un'eccentrica hit new wave che fonde il soccorso materno alla psicologia del corporativismo moderno usando versi processati elettronicamente." The Guardian ha descritto Kate Bush un'artista "superbamente articolata" nell'ambito del pop sperimentale. Anche l'album Isn't Anything (1988) dei My Bloody Valentine, così come alcuni artisti hip hop quali i Public Enemy e KRS-One sono correlati al genere.

### Anni novanta – presente
La rivista The Guardian definì l'islandese Björk, attiva come solista dagli anni novanta, "la regina del pop sperimentale". In una sua recensione, Evan L. Hanlon afferma che il pop sperimentale è un termine "specioso ma necessario" per definire un gruppo come gli Animal Collective, che sarebbe "una delle poche formazioni che hanno preso a cuore l'influenza di Brian Wilson per estenderla e spingendo le convenzioni della musica pop ai loro limiti." Più recentemente, fu fondata l'etichetta alternativa Hippos in Tanks, che ha prodotto materiale dedicato a una sperimentazione nel campo della musica pop. Fra gli artisti che si sono associati ad essa vi è James Ferraro, esponente di punta del cosiddetto pop ipnagogico.

## Caratteristiche
Secondo l'autore Bill Martin, il termine "pop sperimentale" è "apparentemente ossimorico" ed è possibile identificarlo attraverso tre criteri:
- Ha le sue radici in forme popolari esistenti
- Sperimenta oppure allarga le possibilità di queste forme popolari
- Tenta di avvicinare queste forme popolari tramite nuovi sviluppi tramite metodi d'avanguardia

Le sonorità a volte eclettiche del genere possono essere manipolate elettronicamente e incorporare varie tecniche di carattere sperimentale quali la musica concreta e quella aleatoria. Secondo Leigh Landy, le fondamenta del pop sperimentale combinano un lavoro basato sul suono con un lavoro basato sulle note, anche se non sempre in modo simultaneo. Nico Muhly ha descritto il mondo del pop sperimentale come "celebrazioni di giustapposizioni sonore".